# 樗谿公園

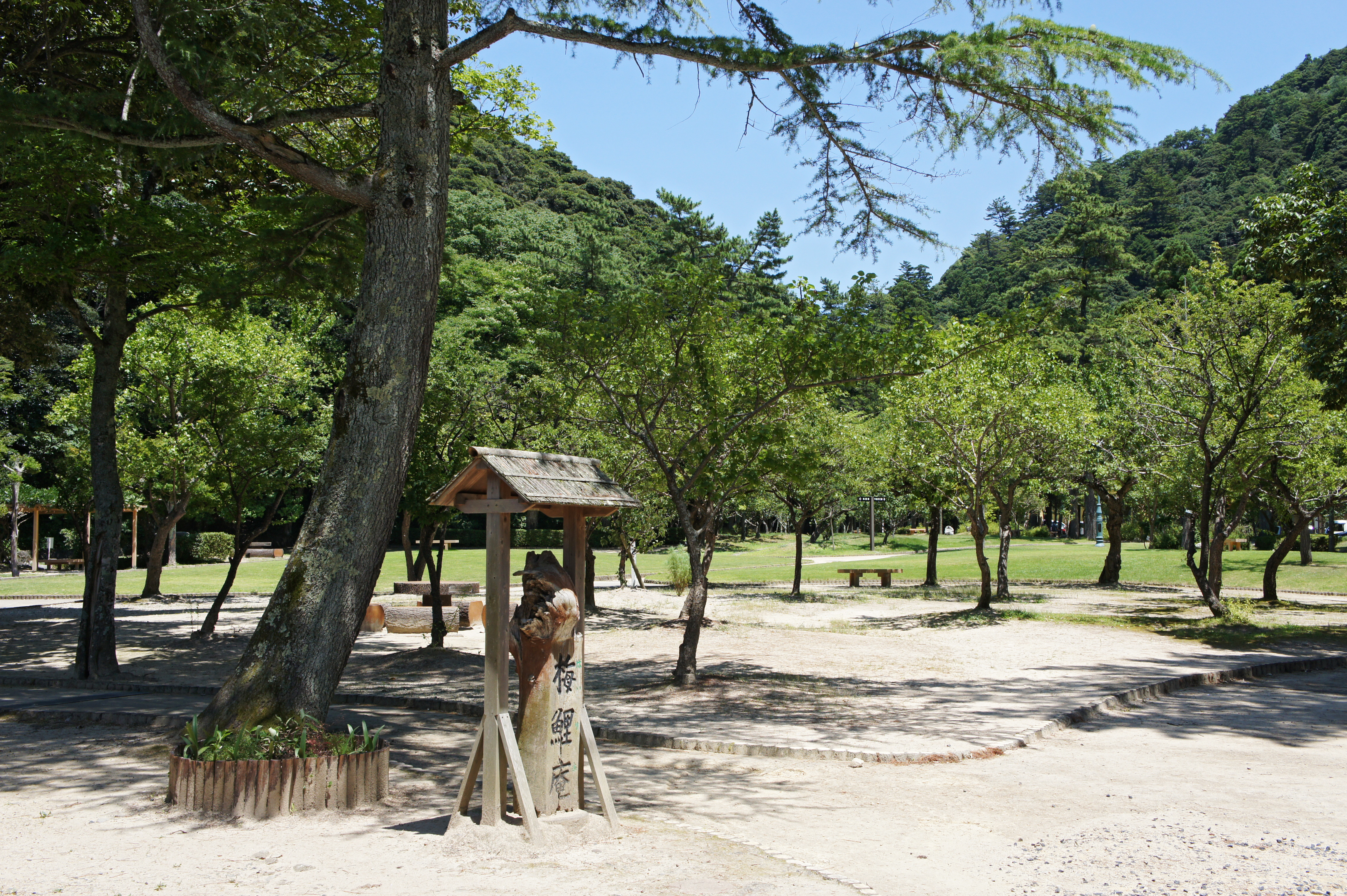
芝生広場

樗谿公園（おおちだにこうえん、おうちだにこうえん）は鳥取県鳥取市にある都市公園（風致公園）である。「ホタルの里」として有名。

## 概要
鳥取城跡の東、明治時代から平成23年（2011年）まで樗谿神社と呼ばれていた鳥取東照宮の表参道に隣接して設けられた公園である。公園は鳥取東照宮の広大な社叢と一体化しており、園内は芝生広場、梅林、休憩所「梅鯉庵」が整備され、また表参道の向かいには食堂（カフェ）を備えた鳥取市歴史博物館やまびこ館がある等、一帯は市街地近接型のレクリエーションゾーンとなっている。
表参道に添って流れる樗谿川にはホタルが多数生息しており、毎年夏には3,000匹以上のホタルが夜を舞う。これは1973年（昭和48年）より始められた市民有志によるホタル保護活動の成果であり、1989年（平成元年）には鳥取市ホタルの里として、環境省のふるさといきものの里百選に選定されている。

## 利用情報
- 入園無料
- 休園日 - 無休
- 梅鯉庵の休庵日 - 月曜
- 所在地 - 〒680-0015 鳥取県鳥取市上町
- 備考 - 公園と周辺は天然記念物キマダラルリツバメ生息地であり、鳥獣保護区（特別保護区域）に指定されている。

## 交通アクセス
- 山陰本線 鳥取駅 下車、コミュニティバスくる梨赤コースで12分「樗谿公園やまびこ館前」下車すぐ

## 周辺
- 鳥取東照宮
- 鳥取市歴史博物館やまびこ館
- 興禅寺
- 観音院
- 廣徳寺